# The Edinburgh Review
The Edinburgh Review is een Brits op politieke en culturele onderwerpen gericht tijdschrift dat werd opgericht in 1802. Het was een van de invloedrijkste serieuze bladen op cultureel gebied in de 19e eeuw en kende een grote populariteit vanwege de diepgravende kritieken, essays en beschouwingen. In 1818 kende het blad al een oplage van 14.000 exemplaren. Verschillende uitgaven werden tot soms wel tienmaal toe herdrukt.
De oprichters van het blad waren de Schotse jurist Francis Jeffrey, Sidney Smith en de latere Lord Chancellor Henry Brougham. Politiek gezien sympathiseerde het driemaandelijks verschijnende tijdschrift met de liberale Whigs. De belangrijkste rivaal was de op conservatieve Tory-partij gerichte Quarterly Review. 
The Edinburgh Review werd in Edinburgh gepubliceerd door de Schotse uitgever Archibald Constable en in Londen door de uitgeverij Longman. Het eerste nummer verscheen op 10 oktober 1802. Een opvallende bijdrager tijdens de beginjaren was Walter Scott, die zich vanwege zijn Tory-sympathieën later terugtrok.
Henry Brougham schreef een artikel over Hours of Idleness van de dichter Lord Byron, waarop deze reageerde met het geschrift English Bards and Scotch Reviewers. Ook de Schotse dichter en historicus Thomas Macaulay wist via het blad in 1825 de aandacht op zich te vestigen met een essay over John Milton. Andere bekende bijdragers waren onder meer Thomas Carlyle, John Stuart Mill en Bertrand Russell.
The Edinburgh Review bleef verschijnen tot 1929. Het in 1969 gestarte blad New Edinburgh Review liet in 1984 de toevoeging "New" vallen. Dit tijdschrift wordt nog altijd uitgegeven.